# Bob Olsen

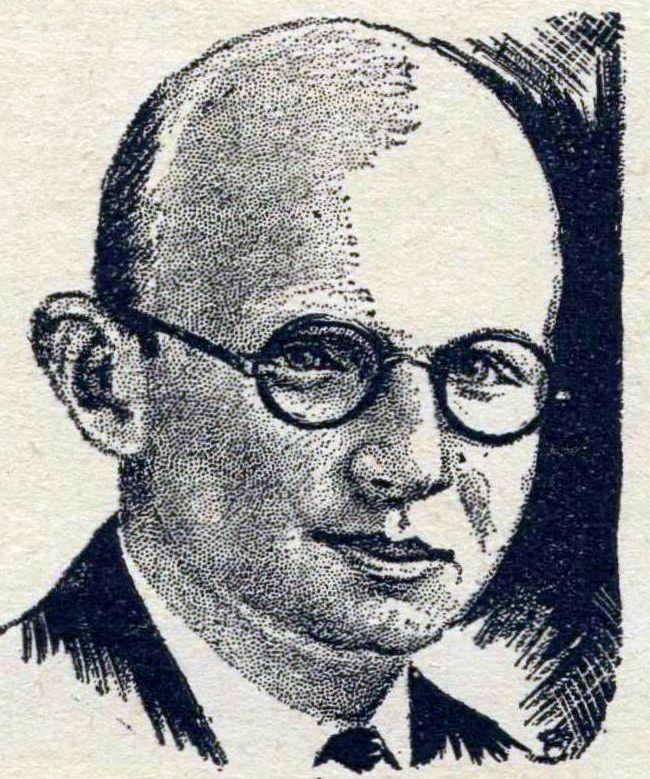
Bob Olsen (1929)

Alfred Johannes Olsen Jr. (als Autor bekannt als Bob Olsen; geboren am 12. April 1884 in Providence, Rhode Island; gestorben am 20. Mai 1956 in Ventura, Kalifornien) war ein amerikanischer Science-Fiction-Autor.

## Leben
Olsen studierte an der Brown University in Providence. Nach seinem Abschluss, bei dem er mit einer Phi-Beta-Kappa-Mitgliedschaft ausgezeichnet wurde, arbeitete er als Lehrer, Werbetexter, Immobilienmakler und schließlich als freier Schriftsteller. Seine erste Veröffentlichung war The Four-Dimensional Roller-Press, die im Juni 1927 in Amazing Stories erschien, erste einer Reihe von um die Geheimnisse einer vierten Dimension und die Figur des Professor Archimedes Banning kreisenden Erfindergeschichten. Sein lebenslanges Interesse für Ameisen bezeugen drei einschlägige Erzählungen: In The Ant With a Human Soul (1932) und Peril Among the Drivers erleben Menschen das Leben einer Ameise und in Six-Legged Gangsters sind Ameisen die Erzähler. Ab 1940 erschienen keine neuen Geschichten, da Olsen in seinen späteren Jahren unter starker Arthritis litt.
Olsen starb 1956 im Alter von 72 Jahren. Er ist im Forest Lawn Memorial Park in Glendale bestattet.

## Bibliografie
Four Dimensional … (Kurzgeschichtenserie)
- 1 The Four-Dimensional Roller-Press (1927)
- 2 Four Dimensional Surgery (1928)
- 3 Four Dimensional Robberies (1928)
  - Deutsch: Vierdimensionaler Bankraub. In: Ronald M. Hahn, Wolfgang Jeschke (Hrsg.): Titan 17. Heyne SF&F #3847, 1981, ISBN 3-453-30776-3.
- 4 Four Dimensional Transit (1928)
- 5 The Man Who Annexed the Moon (1931)

The Space Marines (Kurzgeschichtenserie)
- 1 Captain Brink of the Space Marines (1932)
- 2 The Space Marines and the Slavers (1936, auch als The Space Pirates, 1970)

Kurzgeschichten
- The Educated Pill (1928)
- The Superperfect Bride (1929)
- Flight in 1999 (1929)
- The Phantom Teleview (1929)
- Cosmic Trash (1930)
- The Master of Mystery (1931)
- Seven Sunstrokes (1932)
- The Ant with the Human Soul (1932)
- The Purple Monsters (1932)
- The Pool of Death (1933)
- The Crime Crusher (1933)
- The Four Dimensional Escape (1933)
- Peril Among the Drivers (1934)
- The Four Dimensional Auto-Parker (1934)
- Nœkken of Norway (1934)
- Six-Legged Gangsters (1935)
- The Isle of Juvenescence (1936)
- The Scourge of a Single Cell (1940)
- Rhythm Rides the Rocket (1940)
- Our Robot Maid (1940)
- The Drawbridge Horror (1958)